# Bulbophyllum exile
Bulbophyllum exile är en orkidéart som beskrevs av Oakes Ames. Bulbophyllum exile ingår i släktet Bulbophyllum och familjen orkidéer. Inga underarter finns listade i Catalogue of Life.